# マサチューセッツ湾植民地

マサチューセッツ湾植民地
The Colony of Massachusetts Bay  (英語)

マサチューセッツ湾植民地の地図

マサチューセッツ湾植民地（マサチューセッツわんしょくみんち、Massachusetts Bay Colony）は、現在のマサチューセッツ州ボストンに1629年に建設されたイングランド移民による植民地（自治植民地）。チャールズ1世の専制期間（1629年-1640年）にイングランド本国での宗教的迫害を逃れたピューリタン入植者が主体になって建設された植民地であり、南に約60kmほどの距離にあったプリマス植民地の後発であったものの、すぐに規模を拡大して北アメリカ最大の都市となり、良港であるボストン港を通してイングランド本国との玄関口として栄えた。その重要性からイングランド本国の横槍を受けることも多く、特にチャールズ2世の時代に顕著となった。最終的には1691年にプリマス植民地ほか、他の近隣植民地や準州を吸収合併する形でイングランド王室によるマサチューセッツ湾直轄植民地に移行した。ボストンの重要性はさらに高まり、ニューイングランド及び13植民地の中心都市として機能し続けた。
マサチューセッツ湾植民地は、ピューリタンによるアメリカ大陸への入植が盛んになったチャールズ1世の専制時代に成立した植民地の1つである。その構成員らは急進派のピューリタンによって占められ、ピューリタンが理想とする社会が構築された（清教徒神政政治）。しかし、プリマス植民地のような分離派ではなく、あくまで自分たちは国教会に所属する非分離派とし、植民地の建設にあたっては国王の勅許を受けた。早くも1636年には、牧師を育成する目的で高等教育機関であるハーバード大学が創設され、教会員でなければ選挙権も認められていなかった。それでも良港を持つボストンは非ピューリタンの入植者も流入して発展し、北アメリカ最大の都市に成長した。植民地群の成長は先住民であるインディアンとの争いの歴史でもあり、フィリップ王戦争などを通して組織された民兵隊は周辺部族の虐殺や地域からの追放を行った。また、その末期には閉鎖的で厳格なピューリタン社会が原因とも言われる悪名高きセイラム魔女裁判も発生した。
チャールズ2世の治世下ではニューイングランド王領の傘下に収められて自治権を奪われ、インクリース・マザーら旧来の指導者層は、強権的な総督エドマンド・アンドロスと対立した。1689年に名誉革命でチャールズが追放されるとボストン暴動を起こしてアンドロスや親本国派を追放し、再びピューリタンによる自治権を回復する。しかし、支配層であるピューリタンと、基本的な社会権を認められない非ピューリタン住民の軋轢は大きなものとなっており、行き詰まったマザーら指導者層は、新たに国王となったウィリアム3世とメアリー2世ら王室と妥協することで王室の直轄領（王冠植民地）になることを受け入れ、植民地は発展解消された。
マサチューセッツという名前は、同地に先住していたマサチューセッツ族に由来し、その意味は「大きな丘」を指す。

## 初期の入植
マサチューセッツ湾植民は、地元のインディアン民族に無断で始められた。イングランド王や会社から様々な白人植民者集団が得た土地特許で、しかも一部は重複したものがありながら入植され、後に13植民地に領土が整理されたこともあって、初期に存在した植民者集団の幾つかはマサチューセッツ湾植民地の歴史に直接引き込まれていくようになった。
イギリスのプリマスにあったバージニア会社は1607年のバージニア勅許の一部として北緯38度線から45度線までの土地を認められていた。現在のメイン州ケネベック川河口に創られた唯一の入植地ポファム植民地は1608年に放棄された。北緯41度線（ロングアイランド・サウンドの南）から南の土地は、姉妹会社であるロンドンのバージニア会社に与えられており、以前から共同でこの領土の領有権を主張していた。
1607年、「プリマス会社」の領土がニューイングランドのプリマス委員会の指導で再構成された。イングランド王ジェームズ1世は北緯40度線から48度線までの「全本土を海から海まで」勅許を認めた。これには、南は現在のニュージャージー州中央部から北はニューブランズウィック州やノバスコシア州までが含まれていた。                               
その後の1620年、イングランド国教会からの分離を望んだ入植者の一団、現在ピルグリム・ファーザーズと呼ばれる者たちがメイフラワー号でイングランドから渡ってきて、プリマス委員会に所有される土地に独自にプリマス植民地を創った。ピルグリムは元々バージニアに行くつもりであったが、激しい嵐のためにプリマスで旅を諦めた。最初に定着した場所が現在のプリマス市となっている。
一方、聖公会の教区牧師のジョン・ホワイトは1623年、植民地会社ドーチェスター・カンパニー・オブ・アドベンチャラーズを発起し、本人は渡米しなかったが、セイラムに入植者を送り込んだ。
メイフラワー盟約を作ったこととプリマス植民地を創ったことは、アメリカ合衆国の歴史で独創的な出来事と教えられている。しかし、ニューイングランド地域で人口でも経済力でも支配的になったのは、マサチューセッツ湾植民地であり、セイラムとボストン周辺の後継者であった。また、1691年から1692年にプリマス植民地とその他の近隣植民地を合併して、マサチューセッツ植民地が出来たとき、その名前の元になったのもマサチューセッツ湾植民地であった。
白人入植者たちは、周辺のインディアン部族から領土を奪うことで入植地を増やした。入植者たちを悩ませたのは、侵略者から土地や食料を奪われ、これに抵抗してくるインディアンと、家畜や農作物を狙う狼だった。

## 先行した会社
1623年のシェフィールド特許でケープ・アンがロバート・クッシュマン、エドワード・ウィンスローとその仲間に割り当てられた。1623年から1624年にかけての冬、ジョン・ホワイトと「ドーチェスター会社」がこの土地のステージポイント（現在のマサチューセッツ州グロスター）に入った。1625年、彼らはロジャー･コナンを招いて漁業植民地を運営させた。これにはプリマス植民地からも何人かが加わった。1626年までに、この試みは失敗した。ほとんどの植民者がイギリスに戻ったが、コナンはノームキーグ（1629年にセイラムと改称された）に約20名の入植者を連れて移り、交易拠点とした。
1627年頃にドーチェスター会社が破産したので、事業は「ニューイングランド会社」に要員も含めて引き継がれた。この会社がプリマスの委員会から、メリマック川からチャールズ川までとその両側3マイル (5 km)のニューイングランドについて土地特許を受けた。
ジョン・エンデコットがピューリタンの入植者集団を連れてセイラムに入り、到着した1628年9月6日からその知事を務めた。
ピューリタンがその特許を1628年3月4日の王室勅許に変換できたときに、これらの地域の管轄が「マサチューセッツ湾会社」に置き換わり、「ニューイングランドにおけるマサチューセッツ湾の会社」と呼ばれた。1628年3月18日、マシュー・クラドックがこの会社の初代知事になった。2代目知事はジョン・ウィンスロップであった。

## ピューリタンによる植民
この新しい勅許の元に1629年4月、最初の400人の入植者が出発したが、同行したメンバー全てがピューリタンという訳ではなかった。1629年の春から夏にかけての出来事で、多くの者が植民地に惹き付けられていることが分かった。
この植民地は1629年7月8日に最初の感謝祭を祝った。その後、大移住の時期となり、植民地は成長を続けた。多くの牧師達がイギリスの新しい宗教抑圧政策に反応してその会衆とともにアメリカに渡り、ジョン・コットン、ロジャー・ウィリアムズ、トマス・フッカーなどがマサチューセッツにおけるピューリタン宗派の指導者になった。

### 最初の総会
植民地の勅許は、マサチューセッツ議会に役人を選抜し植民地の法を定めることを認めていた。この勅許によると、植民地の立法を行い総督を選ぶ権限は、ウィンスロップと数名の株主(Freeman)にしか与えられなかった。アメリカでの最初の総会は1630年10月に開催されたが、ウィンスロップと7名の助役(Assistant)が出席しただけだった。彼らは知事の補助を勤める「委員会」の全ての代議員、執行役および判事を選んだが、すべてその8人であった。続いて町の境界を定め、税を設定し、役人を選んだ。この限定された人々によって起こされた動揺を鎮めるために、ウィンスロップの出した決断は、Freemanの意味を読み換えて政治の基盤を拡張することだった。Freemanは、年季奉公人を除く成人男子でピューリタンの教会員を意味するようになった。
1631年5月の総会には、118人の入植者が「成人男子教会員」(Freeman)として議会に参加した。彼らには立法権はなかったが、立法権を持つ助役を選ぶことができた。1632年に全植民地に対して税が課されたときに、このやり方に対する不平の声が上がったが、ウィンスロップがそれを鎮めることができた。ウィンスロップは、従来の助役に代わって、成人男子教会員が総督を直接選挙できることに同意した。

### トマス・ダドリー
1634年、また統治の問題が持ち上がった。トマス・ダドリーを指導者とする集団が自分達には隠されたままとなっていた勅許を見せてくれと要求した。そこには議会がすべての法を制定すべきこと、および「すべてのFreeman」がメンバーとなるべきことが書かれていた。この集団は勅許に書かれている通りにすることを要求したが、結果的にはウィンスロップ総督と妥協することになった。総会は町ごとに二人の代議員を選び、それに総督の諮問委員会と総督自身で構成されることとした。この総会には、「公共の蓄え（税）を徴収すること」と「議会で同意されたことは全ての者を拘束」ことについて権限を与えられた。ウィンスロップが予想していなかったことは、「拘束」の対象が総督の選挙にまで及ぶことであり、次の選挙ではダドリーが選ばれた。その後の三年間、ウィンスロップは一介の助役として務めた。

### 自由法典
最初の改革は完璧であった。貿易会社は典型的な民主政治になった。
1641年までに、ジョン・コットンの草案（「ニューイングランドの法の概要、今設立されたものとして」）を基にナサニエル・ウォードを中心にして書かれた最初の法典「マサチューセッツ自由法典」(ボディ・オブ・リバティ)が整備された。これは、聖書に記載されているユダヤ教とキリスト教に共通の社会的制裁に訴えることで、人々の行動と罰を規定するものであった。ナサニエル・ウォードの意図は、少数の指導者の裁量によらない、基礎となる法による植民地政治の運営にあった。
彼らは自分達の主唱する神政政治と形を取りつつあった民主政治の間の緊張関係を見ていなかったことは注目に値する。その反対に一方の政治が他方を要求するとすら見ていた。例えば、「全ての判事は選ばれるべきこと。第1に自由人によって。第2に自由人の中から。」とされていた。実際に植民地で最初に処刑された者は、魔女であると告発された女医のマーガレット・ジョーンズであった。
ジョン・ウィンスロップは、ピューリタンの植民地は「丘の上の町」であるべき、すなわちその信仰するところが他の植民地から追従されるようになるべきと考えた。1637年に総督に返り咲いたウィンスロップはこの自由法典に異議を唱えた。内容に反対したのではなく、彼にとってこのような規則は、執政官(総督と助役)による聖書の解釈が蓄積された結果でなければならなかった。しかし1641年12月、総会はウォードの自由法典を可決した。それでも会衆派ではないイギリス国教徒らは、参政権を認められないことで不満が残り、以後も請願や抗議が続くこととなる。

## 異端に対する弾圧
アメリカ民主主義の源流と見られるマサチューセッツ植民地であるが、実際には非分離派の指導者の間では、支配者と被支配者をはっきり分けた権威主義的な見方が強かった。非分離派は信徒の連帯を重視し、会衆派教会を作って、その教会員にのみ自由民の資格を与えて、宗教上の目的を優先する神政政治を実施した。

### ロジャー・ウィリアムズ
ケンブリッジ出身の牧師ロジャー・ウィリアムズは、1631年に移住し、イギリス国教会から分離をしようとしない会衆派を批判した。さらにウィリアムズは、植民地がインディアンから土地を購入していない点に疑問を呈したことで、のちに追放されることになる。追放されたウィリアムズはボストンの南のプロヴィデンスに移住し、ユダヤ教まで含めた信仰の自由を実現するロードアイランド植民地の建設の構想を抱き、ついに1644年に本国政府から特許状を取得した。

### アン・ハッチンソン
1634年に移住してきたアン・ハッチンソンは、会衆派の教義の核心を突く批判をした。彼女はカルヴァンの予定説を極端に推し進め、全能の神のみが人の救いを決定し、人間の地上での行いは神の救いにまったく関係がないと主張した。この批判はマサチューセッツ植民地の統治を根本から揺るがすほどの危険をはらんでいたため、指導者らは1637年にハッチンソンを総会に召集し審問、追放した。

### クエーカー教徒
クエーカー教徒に対する弾圧も厳しく行われた。クエーカーは、「内なる光」を通じて神と交信し導きを受けるという信仰であったが、全能の神にひたむきに従おうとするピューリタンの教義とは相容れなかった。クエーカー教徒は1650年代にボストンに上陸しようとしたが、ただちに植民地外に追放され、1658年から1661年までの3年間には4人のクエーカー教徒が絞首刑に処せられた。

## インディアンに対する大虐殺
植民が拡大するとともにインディアンとの抗争も拡大した。植民政府は軍を派遣し、周辺のインディアン部族を徹底虐殺した。彼らの侵略に対し、ことに激しく抵抗してみせたのはモホーク族をはじめとするイロコイ族だった。軍の司令官だったジョージ・ワシントンは、イロコイ族絶滅作戦を指揮し、「彼らを徹底的に根絶やしにするように」と指令した。ワシントンは兵たちに、殺したインディアンの皮を剥ぎとらせ、軍装の飾りにさせた。
イロコイ族やワンパノアグ族、ポウハタン族など、ニューイングランドのインディアン連合部族は、集落一つ一つを徹底的に破壊し虐殺するワシントンの焦土作戦のためにその数を急速に減らしていった。彼らインディアンは白人たちから見れば狼と同種のけだものだった。ワシントンは彼らについて、「インディアンも狼も生贄となるべきけだものだ」と述べている。白人たちはバッファローの周りをうろつく狼たちを「怠け者の狼ども（loafer wolves）」と呼んだが、植民地の砦の周りをうろつくインディアンのことも「怠け者のインディアン（loafer Indians）」と呼んでいた。
植民地開設から約10年後、マサチューセッツ議会は狩猟に関する植民地法を公布したが、それはこのような文言だった。

### フィリップ王戦争
1675年、イギリス人侵略者たちに対して、地元のインディアン部族であるワンパノアグ族は、ニアンティック族、ペナクック族、ノーセット族らワンパノアグ族と同盟を結んでいた部族と共に決起して、プリマス入植地を攻撃した。入植地側は、ワンパノアグ族と敵対するマヒカン族やモホーク族などの部族を味方に付け、領土と生活圏を巡っての全面戦争となった。
白人たちはワンパノアグ族のメタコメット酋長を、ワンパノアグ連合の「王」、「指導者」だと勘違いしていたので、合議による蜂起をメタコメットが主導したものとみて、メタコメットにつけた「フィリップ王」というあだ名を取ってこの植民地戦争を「フィリップ王戦争」と呼んだ。
ワンパノアグ連合には、同じく白人入植者によって虐殺され生活の場を奪われたニプマック族やナラガンセット族も参戦し、マサチューセッツ湾植民地とコネチカット植民地にまたがるニューイングランド一帯の一大戦争に発展した。激しい戦闘が繰り広げられ、双方大規模な打撃を受ける。1676年8月12日、調停者であるメタコメット酋長が戦死し、侵略者側が勝利する形で戦争は終結する。
この戦いで4000人以上のインディアンが犠牲となり死んだ。戦死したメタコメット酋長の遺体は白人達により八つ裂きにされ、首は槍の先に突き刺され、白人達の村に24年間飾られた。そして捕虜となったメタコメット酋長の家族を始めとするインディアン達は奴隷として西インド諸島などに売り飛ばされて行った。
インディアンの酋長は「調停者」であって、インディアンの社会に「司令官」はいないという、彼らの文化は白人には理解できなかった。侵略者はただメタコメットを「戦争を始めた首謀者」と一方的に見なし、理不尽な辱めをこれに与えて勝利を祝ったのである。インディアンの合議制民主主義社会は、イギリスの君主制封建主義社会に敗れたのである。

### フィリップ王戦争後
インディアン連合による「反乱」は、白人たちの圧倒的勝利によって終わり、徹底的な植民地における民族浄化はインディアンの数を激減させた。しかし白人たちのインディアン駆除方針はなおやまなかった。植民地の周辺に生活するインディアンたちを、根こそぎ滅ぼそうとしたのである。ジョージ・ワシントンの軍や入植白人たちは、植民に邪魔なインディアンと狼の皆殺しを徹底して進めた。「フィリップ王戦争」で白人に味方したインディアン部族も、戦争が終われば入植の敵だった。侵略者たちは彼らもその虐殺の対象とした。
入植白人たちは、毒入りの肉や、天然痘に感染したインディアンの毛布を狼に与えた。猟犬を放って、狼やインディアンの子供をさらって来させ、これを殺した。インディアンに対する民族浄化は、ピューリタン指導者たちによって後押しされた。
ニューイングランドの支配層の一人で、ピューリタンの主教だったコットン・マザーは、インディアンを狼に例えて次のように述べている。
猟犬はインディアン民族の駆除に最も有効とされた。1703年には、植民地の宗教指導者ソロモン・ストッダードが、マサチューセッツ知事に対して正式に、「インディアンを追跡する際に、入植民たちが弱腰にならないように」と、猟犬の一群の購入予算を議会に提案している。この際、ストッダードはこう付け加えている。
続いてスタッダードはニューイングランドの宗教界代表としてこう発言した。
インディアンと狼の絶滅は、入植政府、ニューイングランドのキリスト教教会を含む、マサチューセッツ湾植民地の第一目標だった。

## 入植の年譜
- ウェイマス（ウェサガセット） - 1622年、プリマス植民地の一部として。1630年、マサチューセッツ湾植民地の一部として
- グロスター - 1623年（ドーチェスター会社）
- チェルシー - 1624年
- セイラム - 1626年（ドーチェスター会社）
- チャールズタウン - 1628年(最初の首都、現在はボストン市の一部）
- リン - 1629年
- マンチェスター・バイザシー（ジェフリーズ・クリーク） - 1629年
- ボストン - 1630年（ショーマットおよびトリマウンテンから）
- メドフォード - 1630年
- ミスティック - 1630年[18]
- イブレット - 1630年
- ウォータータウン - 1630年（現在のケンブリッジの一部）
- ケンブリッジ - 1630年（ハーバード・スクェア近く）
- ロクスベリ - 1630年（現在はボストン市の一部）
- ドーチェスター - 1630年（現在はボストン市の一部）
- イプスウィッチ - 1633年
- ヒンガム - 1633年
- コンコード - 1635年
- ニューベリー - 1635年
- アーリントン（メノトミー、ニュータウンの一部 - 1635年）
- サンドイッチ - 1635年
- サリスベリー - 1635年
- サドベリー - 1635年
- マールボロ - 1635年
- メンドン - 1635年

## その後の歴史
ニューハンプシャー植民地は1641年から1679年までと1688年から1691年までの2度、マサチューセッツ湾植民地の一部だった。
1643年、マサチューセッツ湾植民地は、プリマス植民地、コネチカット植民地およびニューヘイブン植民地と合併しニューイングランド連邦を形成したが、1650年代まで休眠状態だった。連邦は、フィリップ王戦争を起こした1670年代に一時的に復活した。
1686年から、マサチューセッツ湾植民地は、イングランド王ジェームズ2世によって他のニューイングランド植民地と統合され、ニューイングランド王領の管轄下に入った。1688年、ニューヨーク、ウエスト・ジャージー、およびイースト・ジャージーの各植民地が追加された。1689年、名誉革命によって国王がその座から遂われ、王領は解消された
1691年から1692年、マサチューセッツ湾植民地は、プリマス植民地、マーサズ・ヴィニヤード、ナンタケット、メイン植民地および現在のノバスコシアを併せて、マサチューセッツ湾直轄植民地となった。